# 大丰堆镇
大丰堆镇，是中华人民共和国天津市静海区下辖的一个乡镇级行政单位。

## 行政区划
大丰堆镇下辖以下地区：
齐小王村、齐庄子村、胡庄子村、高庄子村、大王庄村、高小王村、大丰堆村、史庄子村、靳庄子村、于庄子村、前明庄村、中明庄村、后明庄村、前双树村、后双树村和丰普村。